# Red Velvet
Red Velvet (en hangul, 레드벨벳; romanización revisada, Redeu Belbet) es un grupo femenino surcoreano formado por SM Entertainment. El grupo debutó el 1 de agosto de 2014 con su sencillo digital «Happiness» y cuatro miembros: Irene, Seulgi, Wendy y Joy. Una quinta integrante, Yeri, fue añadida el 11 de marzo del 2015.
Desde su debut, Red Velvet ha obtenido éxito y reconocimiento. Su primer miniálbum, Ice Cream Cake, encabezó la lista de álbumes de Gaon a principios de 2015. De forma similar, el primer álbum completo de estudio del grupo, The Red (2015) y los otros miniálbumes, The Velvet, Russian Roulette, ambos publicados en 2016, y Rookie (2017) alcanzaron el primer lugar en Gaon Album Chart. Además, The Red, Rookie y The Red Summer (2017) también encabezaron los Billboard World Albums, y con el lanzamiento de su segundo álbum de estudio Perfect Velvet (2017), se convirtieron en el grupo de chicas de K-pop con la mayor cantidad de álbumes en la lista y empatando con otros actos de K-pop. Red Velvet ha recibido premios al «Mejor nuevo artista» en los Golden Disk Awards y los Seoul Music Awards, además de premios por sus coreografías en los Melon Music Awards y en los Mnet Asian Music Awards.
Las integrantes del grupo también han aparecido en televisión: Irene como presentadora de Music Bank, Yeri como presentadora de Show! Music Core, Joy en la cuarta temporada del programa de variedades We Got Married y como personaje principal en el drama The Liar and His Lover, Seulgi en el programa de telerrealidad Idol Drama Operation Team, y Wendy como anfitriona por corto tiempo de K-Rush de la cadena KBS World.

## Historia

### Predebut
Antes de su debut, Irene, Seulgi, Wendy y Yeri eran parte de SM Rookies, un grupo de predebut de SM Entertainment bajo SR14G (SM Rookies 2014 Girls). Seulgi fue la primera en ser reclutada en 2007 a través de SM Saturday Open Audition e hizo un cameo en el videoclip de «Fantastic» de Henry. Irene se convirtió en aprendiz de SM Entertainment en 2009 e hizo un cameo en «1-4-3 (I Love You)» del mismo artista. Wendy fue reclutada en 2012 durante SM Global Audition en Canadá, y lanzó una banda sonora para el drama Mimi. Joy fue reclutada a través de SM Global Audition en Seúl en 2012. Finalmente, Yeri fue seleccionada a través de SM Global Audition en los Estados Unidos en 2011. Noticias sobre el debut de Irene, Seulgi y Wendy en un grupo salieron a la luz en julio, que fueron confirmadas por la discográfica.

### 2014-2017: Debut, éxito comercial y aumento de popularidad
Red Velvet hizo su debut oficial en Music Bank el 1 de agosto de 2014. Su primer single, «Happiness», se lanzó digitalmente el 4 de agosto. La canción está escrita por Yoo Young-jin y compuesta por Will Simms, Chad Hugo (The Neptunes), Chris Holsten y Anne Judith Wik (Dsign Music). El single se describe como una canción de europop con un ritmo tribal africano. El vídeo original obtuvo más de dos millones de visitas en YouTube en sus primeras 24 horas antes de ser eliminado (debido a unas controversiales imágenes), siendo reemplazado por una nueva versión editada. Hasta el 1 de marzo de 2020, la versión actual posee más de 90 millones de visitas. Red Velvet publicó su segundo single digital, «Be Natural» el 13 de octubre. La canción es un remake de una canción con el mismo nombre de S.E.S, el primer grupo femenino de SM. El grupo comenzó las promociones en octubre, haciendo su primera presentación en M! Countdown. El videoclip de «Be Natural» se lanzó el mismo día. Fue dirigido por Shim Jae-won, quien también trabajó con Kyle Hanagami para la coreografía.

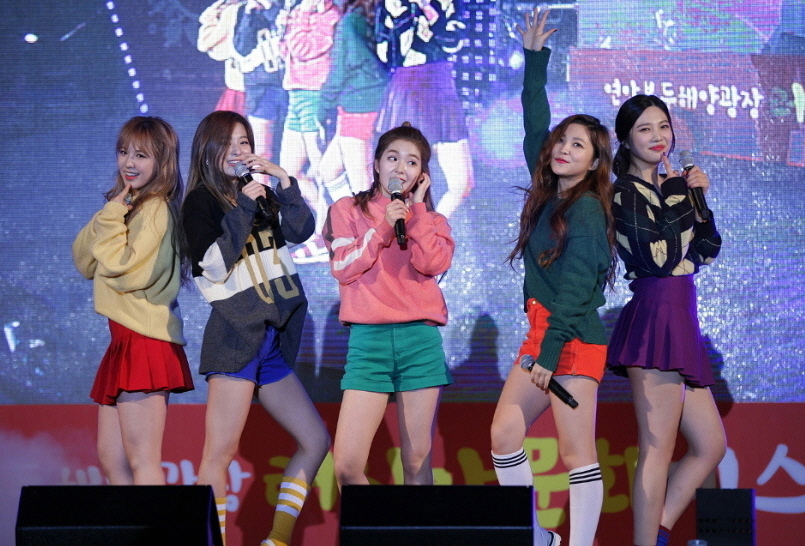
Red Velvet en el Russian Cultural Festival (24 de oct de 2015.)

El 11 de marzo de 2015, SM Entertainment anunció el título del primer miniálbum del grupo, Ice Cream Cake, lanzado el 15 de marzo. El mismo día, lanzaron un vídeo anunciando la incorporación de una nueva integrante, Yeri, al grupo. Yeri anteriormente formó parte del proyecto SM Rookies con Irene, Seulgi y Wendy. «Automatic», el primer vídeo musical con Yeri, se publicó el 14 de marzo. El grupo comenzó las promociones para el disco el 19 de marzo, y también protagonizaron su propio programa, Ice Cream TV transmitido por Naver Music, y presentado por Minho de SHINee. El 15 de marzo, se anunció que «Ice Cream Cake» y «Automatic» serían los singles del disco. Ice Cream Cake se ubicó en el primer lugar de Gaon Albums Chart. El 27 de marzo ganaron su primer trofeo en Music Bank con «Ice Cream Cake». El 22 de junio, se anunció que Red Velvet se presentaría en la KCON en Los Ángeles.
El 3 de septiembre, se publicó una imagen teaser en Instagram con el hashtag #The Red, el nombre de su primer álbum de estudio y la lista de canciones. El 4 de septiembre, SM Entertainment lanzó un adelanto del disco. El 7 de septiembre, se lanzó el teaser para el videoclip de «Dumb Dumb». El 8 de septiembre, SM Entertainment presentó un quinto teaser y otro extracto de «Dumb Dumb», el mismo día, SM Entertainment pone fin al suspenso lanzando el videoclip de la canción como el single principal de The Red. La canción y el videoclip tienen el estilo característico de Red Velvet, lo que demuestra una vez más que el grupo realmente parece haber encontrado su imagen.

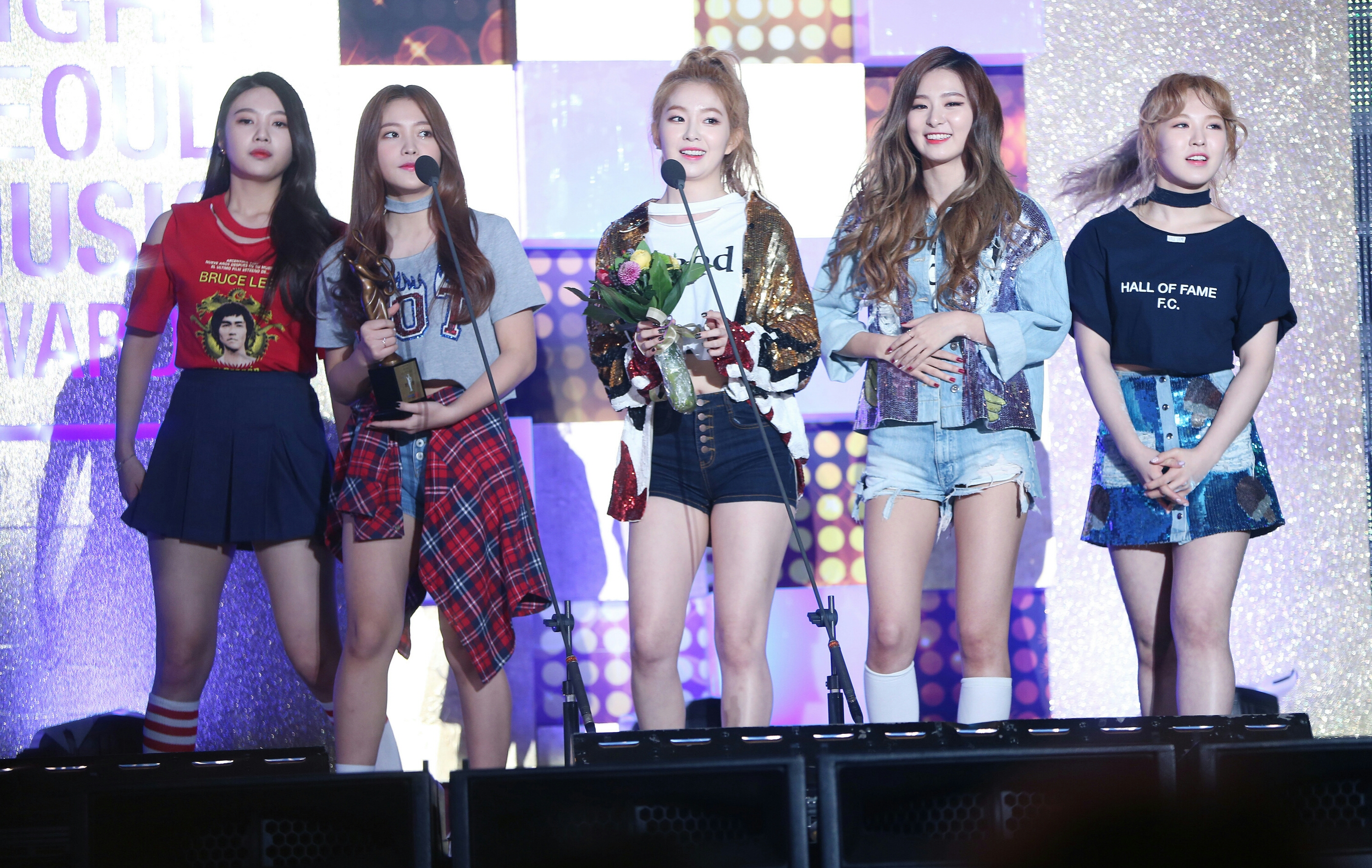
Red Velvet en Seoul Music Awards (14 de ene de 2016.)

El segundo miniálbum de Red Velvet, The Velvet, fue lanzado el 16 de marzo de 2016, pero diez minutos antes del lanzamiento programado, SM Entertainment anunció que el lanzamiento del videoclip y del EP se pospondría para «garantizar una mejor calidad». El álbum y su canción «One of These Nights» fueron lanzados el 17 de marzo. El álbum presenta el lado «velvet» del grupo influenciado por el R&B, siendo una continuación de The Red, el cual presentó el lado «red». El 14 de abril el grupo hizo una aparición sorpresa en el último capítulo de la serie de KBS 2TV Descendientes del sol. Unos meses después, Red Velvet lanzó su tercer miniálbum, Russian Roulette, el 7 de septiembre. El EP contiene siete canciones, incluyendo el sencillo homónimo. El 13 de septiembre, Red Velvet ganó su primera victoria con «Russian Roulette» en The Show. Así como sus lanzamientos anteriores, el EP se clasificó en la primera posición de Gaon Album Chart, debutando también en la primera posición de la lista G-Music de Taiwán.
El 1 de febrero de 2017, Red Velvet lanzó su cuarto EP, Rookie. El EP contiene seis canciones, incluyendo el sencillo «Rookie» y un solo de Wendy titulado «Last Love». El álbum encabezó a lista Gaon Album Chart, así como Billboard World Albums Chart. El grupo obtuvo una victoria para «Rookie»en The Show el 7 de febrero, seguido de otros trofeos en Show Champion, M! Countdown, Music Bank e Inkigayo. El 31 de marzo, el grupo lanzó un sencillo para SM Station, titulado «Wold U».
En el 9 de julio de 2017, Red Velvet lanzó el miniálbum veraniego The Red Summer, junto al sencillo «Red Flavor», marcando su primer lanzamiento de verano. El EP fue un éxito comercial, debutando en la primera posición de la Gaon Album Chart, G-Music Album Chart, y de World Albums Chart de Billboard, estableciendo récord como el grupo femenino de K-pop con el mayor número de álbumes en encabezar la lista estadounidense. Un mes después, el grupo realizó con éxito su primer concierto, titulado Red Room, donde 11 mil fanes asistieron. Aunque inicialmente fue planeado para ser un concierto de dos días, se añadió otra fecha debido a la petición de los fanáticos.
El 17 de noviembre de 2017, Red Velvet lanzó su segundo álbum de estudio titulado Perfect Velvet, con un total de nueve canciones, incluyendo el sencillo «Peek-A-Boo». A diferencia de su primer lanzamiento con el concepto «velvet», el álbum y el sencillo fueron un éxito comercial. El álbum alcanzó la cima del World Album Chart de Billboard, mientras que «Peek-A-Boo» alcanzó el segundo lugar en World Digital Songs, empatando con «Russian Roulette». En Corea del Sur, el álbum y la canción se ubicaron en el segundo lugar de Gaon Album Chart y Gaon Digital Chart, respectivamente. A través del lanzamiento de Rookie, The Red Summer y Perfect Velvet en el mismo año, junto con la popularidad del «Red Flavor», y el éxito de sus álbumes, Red Velvet alcanzó el estatus de top girl group en Corea del Sur, que fue consolidado cuando Perfect Velvet vendió más de 100 000 copias y «Peek-A-Boo» ganó un trofeo en Inkigayo en su último día de promoción, probando su longevidad en las listas.

### 2018: Éxito internacional y debut japonés

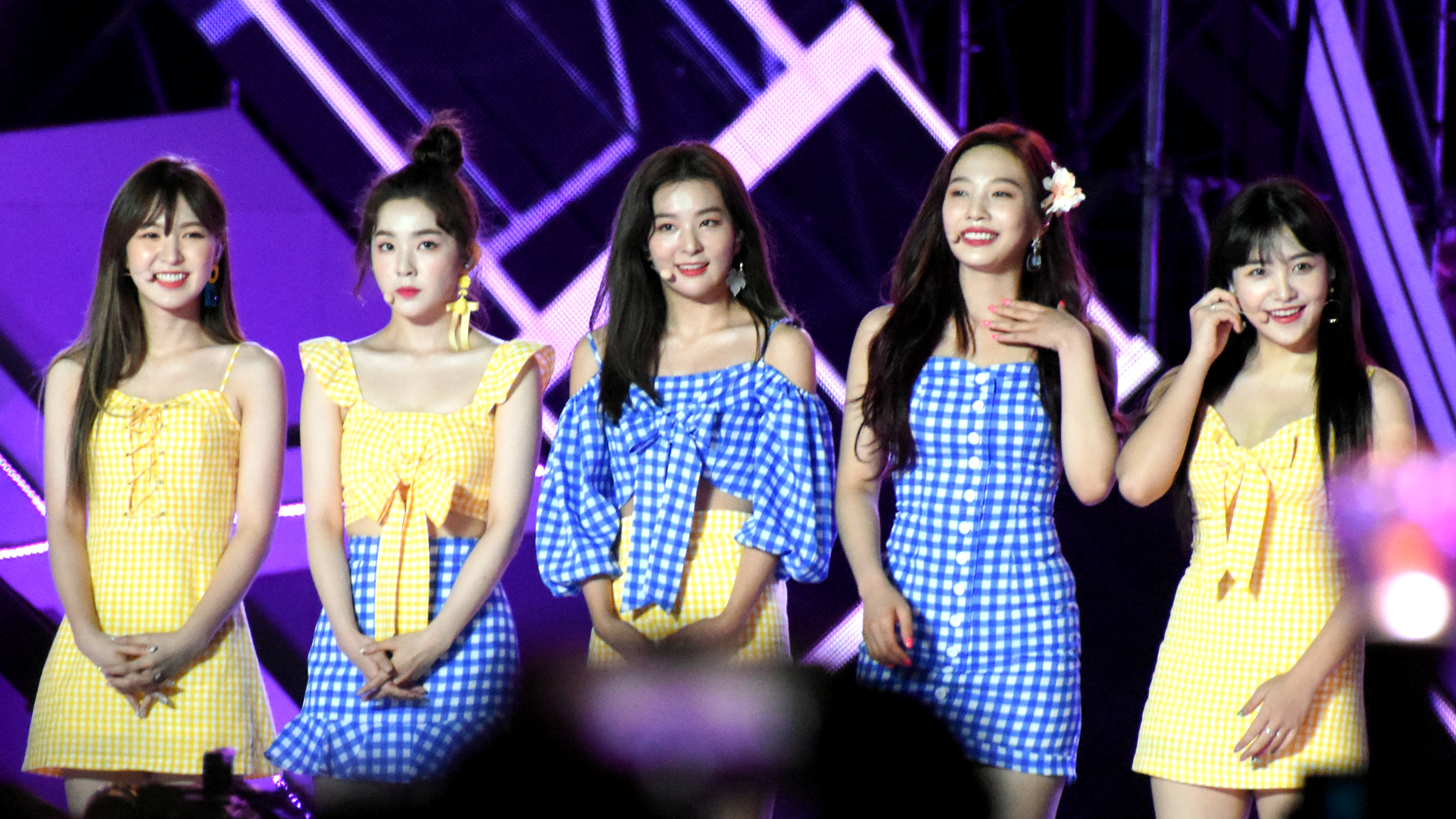
Red Velvet en Incheon Airport Sky Festival (2 de sep de 2018.)

El grupo lanzó la reedición de Perfect Velvet en enero de 2018 llamado The Perfect Red Velvet, el álbum está acompañado por el sencillo «Bad Boy». La canción fue un éxito, alcanzando el segundo lugar en Gaon Singles Chart, y también se ubicó en el número 87 de los Hot 100 de Canadá, lo que convirtió a Red Velvet en el séptimo artista coreano en clasificarse allí. A finales de 2018, «Bad Boy» fue seleccionado por varios sitios como una de las mejores canciones de K-pop de 2018, incluyendo a Billboard que la consideró como la canción número uno. Después de los álbumes Rookie y Perfect Velvet de 2017, Jung Ji-won de Osen declaró que Red Velvet ha consolidado su título como top girl group en Corea del Sur, y el sitio web Dazed dijo que Red Velvet es el grupo de K-pop más interesante musicalmente, y que con «Bad Boy» consolidaron su posición como uno de los mejores en general. El 29 de mayo de 2018, fueron elegidas para actuar en Pyongyang, Corea del Norte. Esto demuestra una vez más su impacto en la cultura, siendo el primer artista de SM Entertainment en presentarse en ese lugar, desde hace quince años con Shinhwa.
Después de su gira por Japón hasta junio de 2018 y su primer fanmeeting el 29 de abril en Chicago, el grupo anunció su debut japonés con el miniálbum #CookieJar el 4 de julio de 2018, bajo el sello Avex Trax. El álbum contiene tres nuevas canciones, «Cause It's You», «Aitai-Tai», así como el sencillo «#CookieJar», pero también las versiones japonesas de «Red Flavor», «Dumb Dumb» y «Russian Roulette». El álbum tuvo un éxito moderado, vendiendo más de 31 000 copias en un mes.
Tras varios meses de ausencia en Corea del Sur, el grupo regresó con su segundo álbum de verano, Summer Magic y su single «Power Up». La canción fue un gran éxito después de su lanzamiento, ocupando el primer puesto de las listas surcoreana, y logrando un perfect all-kill, el primero en el grupo. La canción permaneció dos semanas en el primer lugar de Gaon Singles Chart, mientras que el álbum vendió más de 153 000 copias en agosto, siendo su álbum más vendido. «Power Up» ganó diez premios en programas musicales, rompiendo el récord de «Rookie». El álbum también contiene una versión en inglés de «Bad Boy». Billboard eligió a finales de 2018, que el videoclip de «Power Up» como uno de los mejores clips de 2018 con otros 49 vídeos musicales, siendo el único vídeo coreano que aparece en la lista. 
El 30 de noviembre, publicaron su tercer miniálbum ese año y su quinto miniálbum en general. El EP, titulado RBB, incluía seis canciones, entre ellas el sencillo principal «Really Bad Boy» y su versión en inglés. El álbum ocupó el quinto lugar en la lista de los «10 mejores álbumes de K-pop de 2018» de Idolator. Unos meses después, lanzaron dos sencillos japoneses: «Sappy» el 6 de enero de 2019 y «Sayonara» el 20 de febrero.

### 2019-2020: La trilogíaThe ReVe Festivaly primera subunidad
En 2019  publicaron dos sencillos japoneses: «Sappy» el 6 de enero y «Sayonara» el 20 de febrero. Poco después anunciaron que su segundo miniálbum japonés, Sappy, sería lanzado el 29 de mayo junto con una nueva canción, «Swimming-Pool», incluyendo las dos canciones anteriormente mencionadas y las versiones japonesas de «Peek-A-Boo», «Rookie» y «Power Up». En febrero, Red Velvet se embarcó en la etapa norteamericana de su gira Redmare. Luego realizaron presentaciones en Los Ángeles, Dallas, Miami, Chicago y Newark en los Estados Unidos y Toronto y Vancouver en Canadá, convirtiéndose en el primer grupo de chicas K-pop en realizar una gira por América del Norte en tres años.
El 5 de abril, Red Velvet apareció en un remix de «Close to Me» de Ellie Goulding y Diplo, donde Yeri y Wendy contribuyeron con la composición de la letra en coreano de la canción. La canción ganó un premio en la categoría Choice Electronic/Dance Song de los Teen Choice Awards 2019. Dos meses después, Red Velvet lanzó su sexto EP, titulado The ReVe Festival: Day 1, junto al sencillo «Zimzalabim», siendo el inicio de la trilogía The ReVe Festival, seguido por The ReVe Festival: Day 2 con «Umpah Umpah» el 20 de agosto. El lanzamiento final de la trilogía, The ReVe Festival: Finale, fue lanzado el 23 de diciembre con el single «Psycho». Para promocionar la trilogía de The ReVe Festival, el grupo se embarcó en su tercera gira, La Rouge, que comenzó en Seúl el 23 y 24 de noviembre. El 25 de diciembre, Wendy tuvo un accidente en el escenario mientras practicaba para su presentación en SBS Gayo Daejeon, motivo por el cual debió pausar sus presentaciones. El concierto La Rouge continuó durante principios de enero sin Wendy, cumpliendo con sus fechas en Japón. Sin embargo, las últimas dos presentaciones fueron pospuestas debido a la pandemia de COVID-19.
El 26 de abril de 2020, la compañía del grupo anunció que la primera subunidad de Red Velvet estaba preparando su miniálbum debut. Tras un atraso en el estreno, el EP Monster se lanzó el 6 de julio, marcando el debut de Red Velvet - Irene & Seulgi. Luego continuaron sus promociones con el segundo sencillo del miniálbum, Naughty. El 30 de julio se lanzó un remix de Naughty en colaboración con el DJ Demicat. El 21 de agosto, Red Velvet lanzaron un sencillo para SM Station, el cual es un cover de la canción Milky Way de BoA, como parte de un proyecto por el 20 aniversario de su debut. Esto marcó el regreso de Wendy tras su accidente, ocho meses antes.
El 28 de diciembre, SM Entertainment anunció que Red Velvet volverá a presentarse como 5 miembros, para el concierto "Culture Humanity" de SM Town. El 1 de enero, se llevó a cabo el concierto en línea mediante el canal oficial de SM en YouTube.

### 2021-presente: Debuts solistas yQueendom
Wendy se convirtió en la primera miembro de Red Velvet en debutar como solista. Su EP debut, Like Water, fue lanzado el 5 de abril de 2021. El álbum contiene cinco pistas, incluyendo un dueto titulado "Best Friend" en colaboración con Seulgi. La pista principal, titulada "Like Water", se explica como la comparación entre la existencia y el significado de alguien con el "agua", y describe que fluye como la fe. Tiene un mensaje de gratitud a la gente que se detiene a visualizar un nuevo camino.
El 12 de mayo de 2021, se anunció que Joy haría su debut oficial en solitario con un álbum especial que constaría de 6 canciones remake de las décadas de los 90 y los 00. EL miniálbum de Joy, Hello, fue lanzada el 31 de mayo. Su single principal, «Hello» alcanzó el número uno en varias listas. Las otras 5 canciones del álbum debutaron en el Gaon Digital Chart, y Joy también alcanzó el número uno como solista en el Melon Female Solo Artist Chart. En junio de 2021, se confirmó que Joy volvería a actuar en el drama de JTBC Only One Person, que se emitirá en la segunda mitad de 2021.
El 9 de junio del 2021, se anunció que Red Velvet publicaría un nuevo EP en agosto. El 16 de agosto, lanzaron su sexto EP coreano Queendom, el cual contenía seis canciones, incluyendo el sencillo principal del mismo nombre.
El 13 de diciembre de 2023, Red Velvet realizó el último concierto del año en Yakarta, Indonesia.

El 12 de marzo de 2024, Wendy lanzó su segundo EP titulado 'Wish You Hell' con 6 canciones nuevas, la pista principal llamada de la misma forma que el EP nos da un significado personal desde el punto de vista de la artista, afirmando que la canción habla sobre dejar salir tu "yo" interior, sin aparentar lo que no eres. 

El 24 de junio de 2024 Red Velvet lanzó su último miniálbum hasta la fecha llamado 'Cosmic' incluyendo 6 canciones nuevas, el EP causó controversia ya que el MV oficial de la canción principal 'Cosmic' está inspirado en la película de terror 'Midsommar', también la promoción del mismo ya que fue confirmado el regreso del grupo a dos semanas antes del lanzamiento del miniálbum. 

## Miembros
- Irene (아이린)
- Seulgi (설기)
- Wendy (웬디)
- Joy (조이)
- Yeri (예리)

## Discografía
| Álbumes de estudio - 2015: The Red - 2017: Perfect Velvet - 2023: Chill Kill | Álbumes de estudio - 2021: Bloom |

## Arte

### Imagen
La dualidad de Red Velvet también afecta al estilo de las integrantes. Por su concepto «red», generalmente se visten con ropa colorida y juvenil, como los suéteres pastel y las faldas de «Ice Cream Cake» o la vestimenta de muñecas de «Dumb Dumb». Se visten más maduras para su lado «velvet», sobre todo cuando usaban vestimenta elegante para «Be Natural».
Red Velvet ha sido elogiado por romper los estereotipos entre los grupos de chicas populares en Corea del Sur, cuyos conceptos tienden a caer en dos categorías que son «lindos» o «sexys», a menudo para cumplir una cierta fantasía. En un país donde las bases de fanáticos de los grupos de chicas son generalmente masculinas, según Taylor Glasby de Dazed Digital, la mayoría de los fanáticos de Red Velvet son mujeres jóvenes. La revista IZE nombró al grupo como una de las figuras femeninas exitosas que ayudaron a transformar la «imagen pasiva» de las mujeres surcoreanas. Billboard informó en diciembre de 2018 que Red Velvet era el grupo de K-pop favorito en general del año entre todos los géneros e identidades sexuales en el popular foro Reddit.

### Estilo musical
El lado musical «red» del grupo es predominantemente del género pop, mientras que «velvet» es principalmente R&B y baladas, y el grupo a menudo lo mezcla con varios géneros.

## Filmografía

### Programas de telerrealidad
| Año       | Título               | Canal                                         | Episodios | Notas                                                                                             | Ref.    |
| --------- | -------------------- | --------------------------------------------- | --------- | ------------------------------------------------------------------------------------------------- | ------- |
| 2017-2018 | Level Up Project!    | Oksusu KBS Joy XtvN JTBC4 True ID (Tailandia) | 123       | Joy no apareció en la primera temporada por encontrarse grabando el drama The Liar and His Lover. | [ 112 ] |
| 2015      | I Can See Your Voice | Mnet                                          | 3         | Todas menos Joy                                                                                   | [ 113 ] |

### Película
| Año  | Título            | Papel         | Notas                | Ref     |
| ---- | ----------------- | ------------- | -------------------- | ------- |
| 2015 | SMTown: The Stage | Ellas mismas. | Película biográfica. | [ 114 ] |
| 2020 | Trolls World Tour | The Kpop Gang | Voz                  |         |

## Giras y conciertos
| Giras                                                 |
| ----------------------------------------------------- |
| - 2018: Red Velvet Hall Tour in Japan «Red Room» 2018 |

| Conciertos |
| --- |
| - 2017-2018: Red Velvet «Red Room» 1st Concert - 2018-2019: Red Velvet «REDMARE» 2nd Concert - 2019: Red Velvet «La Rouge» 3rd Concert - 2023: Red Velvet «R to V» 4th Concert |

| Participaciones en conciertos |
| --- |
| - 2014-2015: SM Town Live World Tour IV - 2016: SM Town Live World Tour V - 2017-2018: SM Town Live World Tour VI - 2019: SM Town Special Stage in Santiago |